# Кульма (перевал)
Кульма (кирг. Карасуу кит. упр. 阔勒买山口, пиньинь kuòlèmài shānkǒu) — перевал в горной системе Памир. Находится на границе Горно-Бадахшанской области Таджикистана и Синьцзян-Уйгурского автономного района Китая, на высоте 4362 м над уровнем моря.
Перевал расположен примерно в 80 км от горно-бадахшанского поселка Мургаб и в 850 км от Душанбе. На китайской стороне в 12 км от перевала находится селение Карасу; КПП находится на Каракорумском шоссе, примерно в 60 км от Ташкургана и в 220 км от Кашгара. Перевал был долгое время закрыт, сначала из-за ухудшения советско-китайских отношений, затем — из-за гражданской войны в Таджикистане. В 1997 году Таджикистан и Китай подписали договор об установлении торгового коридора между двумя странами через перевал, что значительно сократило бы время доставки грузов. Официально перевал был открыт лишь 25 мая 2004 года. С каждым годом отмечается существенный рост количества товаров, перевозимых через него.